# Ayu Yoneda
Ayu Yoneda ( (米田 あゆ?, Yoneda Ayu); Tokyo, 1995) è un'astronauta giapponese.
Nel febbraio 2023 è stata selezionata come astronauta del Gruppo 6 astronauti JAXA. Ha svolto l'addestramento astronautico di base della JAXA tra aprile 2023 e ottobre 2024, divenendo ufficialmente un'astronauta JAXA. Da ottobre 2024 ha iniziato l'addestramento più specifico pre-assegnamento di missione nei centri spaziali dei vari partner della Stazione spaziale internazionale.